# 14. duben
14. duben je 104. den roku podle gregoriánského kalendáře (105. v přestupném roce). Do konce roku zbývá 261 dní. Svátek má Vincenc.

## Události

### Česko
- 1433 – Po třech měsících jednání opustila husitská delegace církevní koncil v Basileji. Husité trvali na svých požadavcích, avšak vrcholné církevní shromáždění je nepřijalo.
- 1556 – Začátek činnosti jezuitů na českém území.
- 1783 – Reorganizace soudnictví v českých zemích.
- 1851 – Český pozdrav Nazdar se poprvé objevuje v Praze a úzce souvisí s organizováním sbírky na vybudování Národního divadla v Praze. Po české metropoli tehdy chodili výběrčí s kasičkami, které obsahovaly nápis: Na zdar Národního divadla. Lidé do nich házeli své finanční příspěvky a slovo „Nazdar" se mezi nimi rozšířilo jako pozdrav.
- 1938 – Byl objeven Dóm gigantů, jedna z částí Javoříčských jeskyní.
- 1945 – Příslušníci partyzánské skupiny Dr. Josefa Hybeše salvou z pušek a třemi kulomety sestřelili německé průzkumné letadlo a zneškodnili i jeho posádku.
- 1946 – Na Brněnskou přehradu byla spuštěna první osobní výletní loď. Nesla název Brno. O den později ji následovala loď Morava.
- 1948 – Nová československá komunistická ústava je na světě, Klement Gottwald ji předložil prezidentu Benešovi a ten se rozhodl pro abdikaci
- 1951 – První urychlovač v České republice je umístěn v bývalém hostivařském parním mlýně, kde se nedávno usídlil Ústav atomové fyziky České akademie věd
- 1969 – Český film režiséra Miloše Formana Hoří má panenko (1967) byl v nominaci na Oscara v kategorii Nejlepší cizojazyčný film v rámci 41. ročníku udílení cen americké Akademie filmového umění a věd za rok 1968.
- 2005
  - Vyjednavači stran bývalé české vládní koalice (ČSSD, KDU-ČSL a US-DEU) se shodli na vytvoření nové vlády, dohoda se však zhroutila poté, co ji v podvečer odmítlo předsednictvo i poslanecký klub ČSSD.
  - Ministři Karel Kühnl a Pavel Němec (US-DEU) podali večer demise.

### Svět
- 1205 – Křížové výpravy: křižáci byli poraženi v bitvě u Adrianopole.
- 1471 – Války růží: Yorkové porazili Lancastery v bitvě u Barnetu.
- 1536 – Anglický král Jindřich VIII. vyvlastnil menší kláštery.
- 1865 – Prezident USA Abraham Lincoln byl smrtelně postřelen Johnem Wilkesem Boothem ve Fordově divadle ve Washingtonu. Druhý den nato zemřel.
- 1900 – V Paříži založena Světová cyklistická organizace (Union Cycliste Internationale).
- 1912 – Parník Titanic na své první plavbě přes Atlantik narazil na ledovou kru. Další den kolem 2:20 ráno se potopil.
- 1916 – Švédsko jako první zavedlo letní čas.
- 1927 – Ve Švédsku byla založena automobilka Volvo.
- 1931 – V Spojeném království vyšla první Pravidla silničního provozu
- 1935 – USA; na velkých pláních středozápadu v Oklahomě zuřila písečná bouře, která změnila přes 200 tisíc km² úrodné půdy v polopoušť a přikryla ji nánosem písku (desítky cm). Událost způsobila veliký exodus farmářů (3,5 milionu lidí), který inspiroval J. Steinbecka k napsání románu Hrozny hněvu (Grapes of Wrath, viz dále)
- 1939 – Americkému spisovateli John Steinbeckovi vyšel román Hrozny hněvu. Rok poté, co se objevil na knihkupeckých pultech, vyhrál Pulitzerovu cenu.
- 1956 – V Chicagu (v USA) firma AMPEX představila nové zařízení na vysílání TV pořadů ze záznamového pásu.
- 1958 – Sovětský Sputnik 2 se psem Lajkou shořel při návratu v atmosféře.
- 1981 – STS-1: Raketoplán Columbia ukončil svůj první vesmírný let přistáním na Edwardsově letecké základně.
- 2003 – Projekt Lidský genom dokončil rozkódování 99 % lidské DNA s přesností 99,99 %.
- 2010 – Výbuch sopky Eyjafjallajökull na Islandu, který zaznamenala celá Evropa.

## Narození
Automatický abecedně řazený seznam viz Kategorie:Narození 14. dubna

### Česko

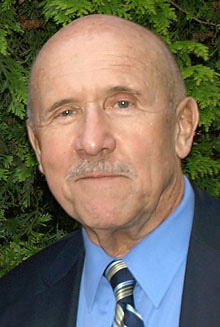
Petr Nárožný (* 1938)

- 1576 – Jiří Kezelius Bydžovský, spisovatel, učitel a kronikář († 1654)
- 1744 – Jan Nepomuk Kaňka starší, právník a hudební skladatel († 30. března 1798)
- 1777 – Jan Nepomuk Vocet, varhaník a hudební skladatel († 28. ledna 1843)
- 1802 – Josef Věnceslav Vlasák, učitel a obrozenecký spisovatel († 16. června 1871)
- 1833 – Gustav Winterholler, vysoký státní úředník, starosta Brna († 28. července 1894)
- 1863 – Bohdan Bečka, ministr financí Československa († 26. července 1940)
- 1882 – Harry Palme, sklářský průmyslník, spisovatel, sběratel a archeolog († 5. června 1955 )
- 1883 – Marie Křivánková, designérka šperku († 27. září 1936)
- 1885 – Ján Halla, slovenský básník a československý meziválečný politik († 26. května 1955)
- 1895 – Jan Buchar, krkonošský lidový vypravěč a spisovatel († 19. března 1988)
- 1902 – Otto Rádl, advokát, dramatik scenárista a překladatel († 28. dubna 1965)
- 1905 – Rudolf Černý, spisovatel († 11. prosince 1979)
- 1907 – Ladislav Boháč, herec a režisér († 4. července 1978)
- 1911 – Jan Žalman, filmový kritik a teoretik († 27. září 1990)
- 1914 – Jiří Reinberger, varhanní virtuos a skladatel († 28. května 1977)
- 1919 – Karel Berman, operní pěvec, hudební skladatel a režisér († 11. srpna 1995)
- 1922 – Stella Zázvorková, herečka († 18. května 2005)
- 1923 – Jarmila Loukotková, spisovatelka a překladatelka († 29. října 2007)
- 1925 – Oldřich Okáč, filmový architekt († 1987)
- 1926 – František Daniel, česko-americký filmař († 29. března 1996)
- 1928 – Radan Květ, geograf a geolog
- 1929
  - Jiří Jíra, ministr dopravy a spojů
  - Vladimír Kubáč, profesor a děkan Husitské teologické fakulty Univerzity Karlovy († 24. listopadu 1993)
- 1937 – Václav Kozák, veslař, skifař, olympijský vítěz z LOH 1960 († 15. března 2004)
- 1938
  - Andrej Krob, divadelní scenárista a režisér
  - Petr Nárožný, herec, moderátor a bavič
- 1939 – Jiří Haringer, politik
- 1940 – Marie, kněžna lichtenštejnská († 21. srpna 2021)
- 1946 – Dušan Tříska, ekonom
- 1952 – Slávek Janda, kytarista, skladatel, zpěvák
- 1954 – Jan Březina, geolog a politik
- 1959 – Vlasta Redl, zpěvák
- 1960 – Jaroslav Peška, český archeolog
- 1972 – Roman Vojtek, herec, zpěvák, tanečník, moderátor a podnikatel
- 1975 – Jan Mikel, hokejista
- 1978 – Jiří Kadeřábek, hudební skladatel
- 1981 – Magdaléna Borová, herečka
- 1988 – Eliška Klučinová, atletka, vícebojařka, olympionička
- 1989 – Vít Přindiš, vodní slalomář, kajakář

### Svět

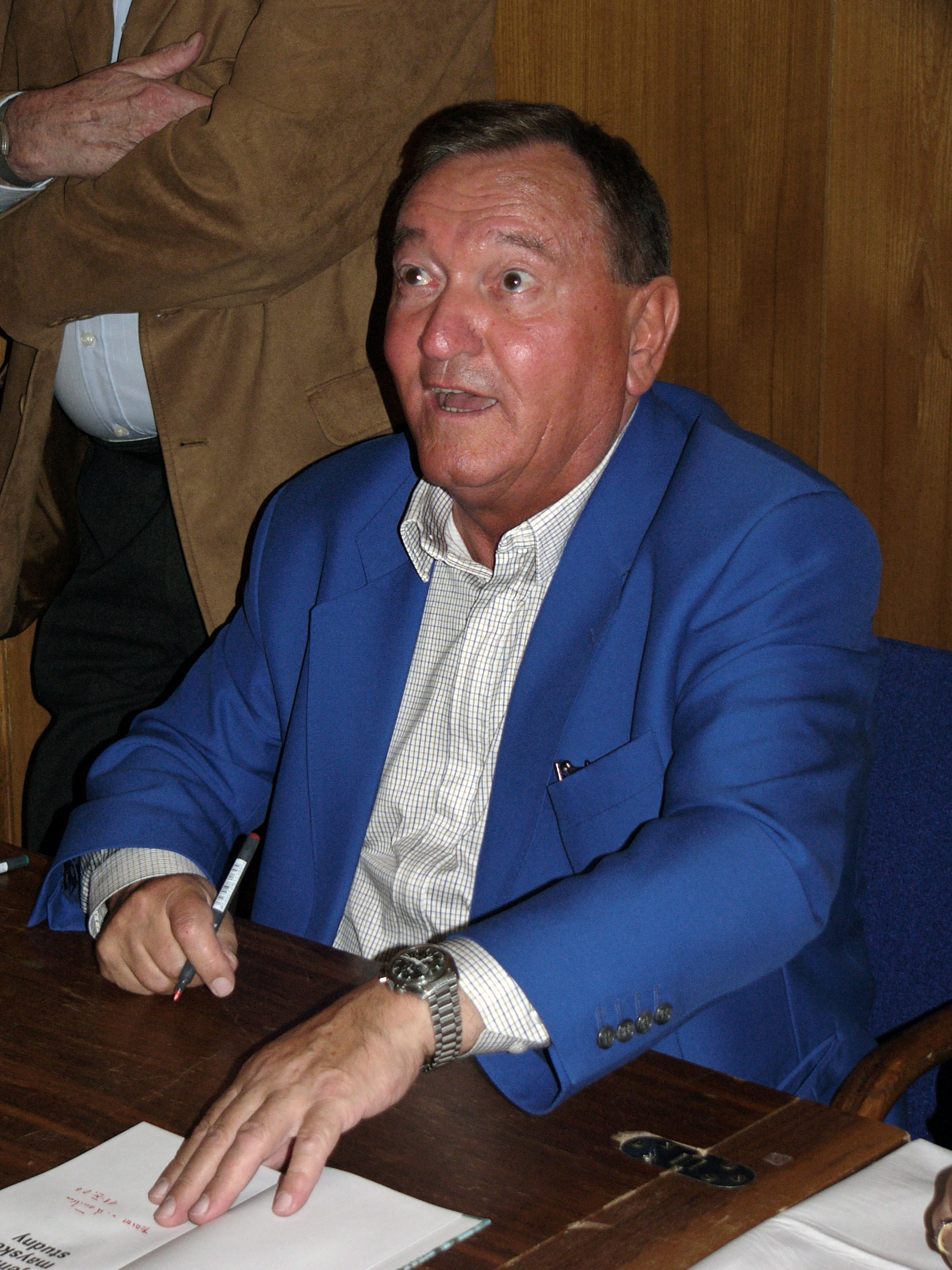
Erich von Däniken (* 1935)

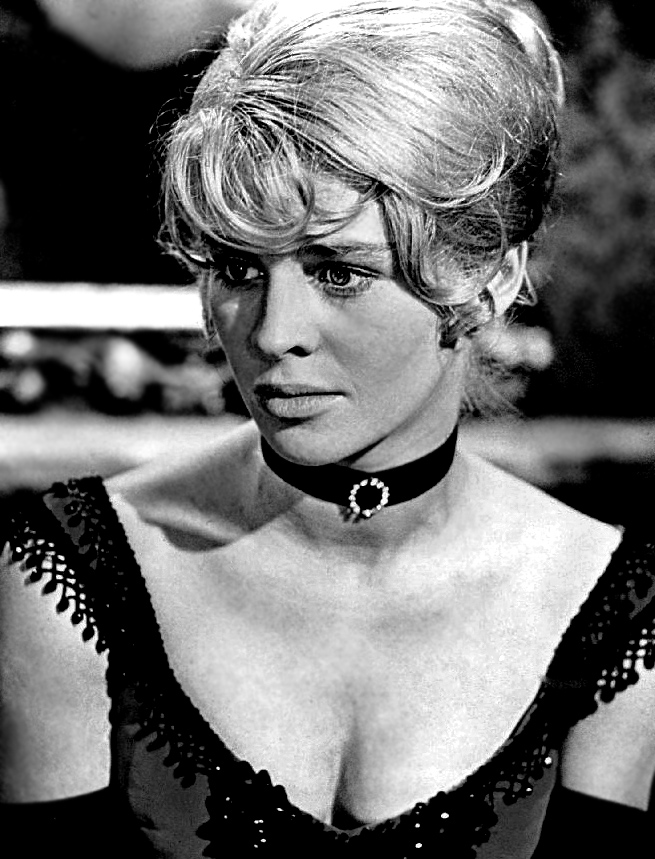
Julie Christie (* 1941)

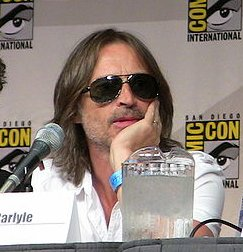
Robert Carlyle (* 1961)

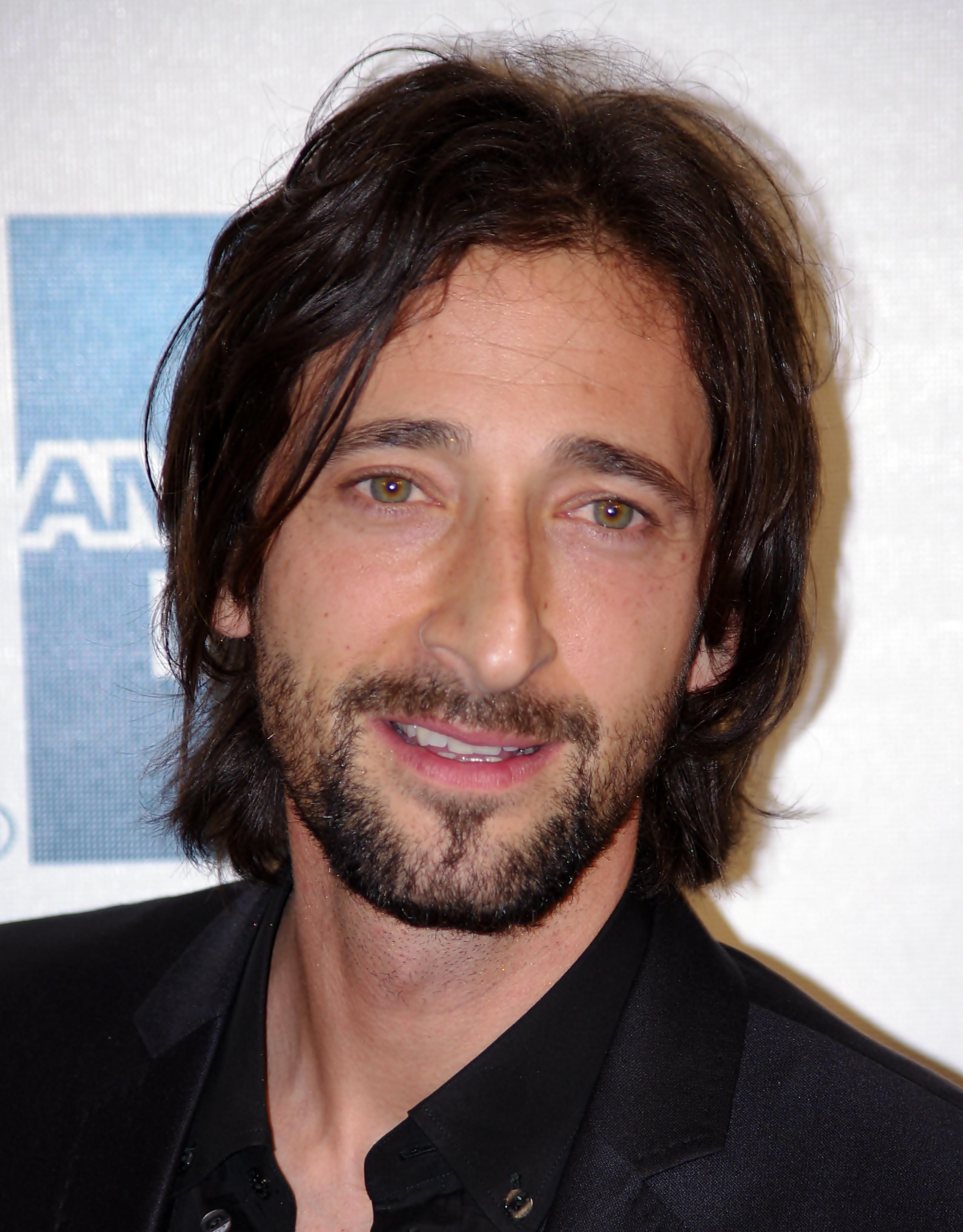
Adrien Brody (* 1973)

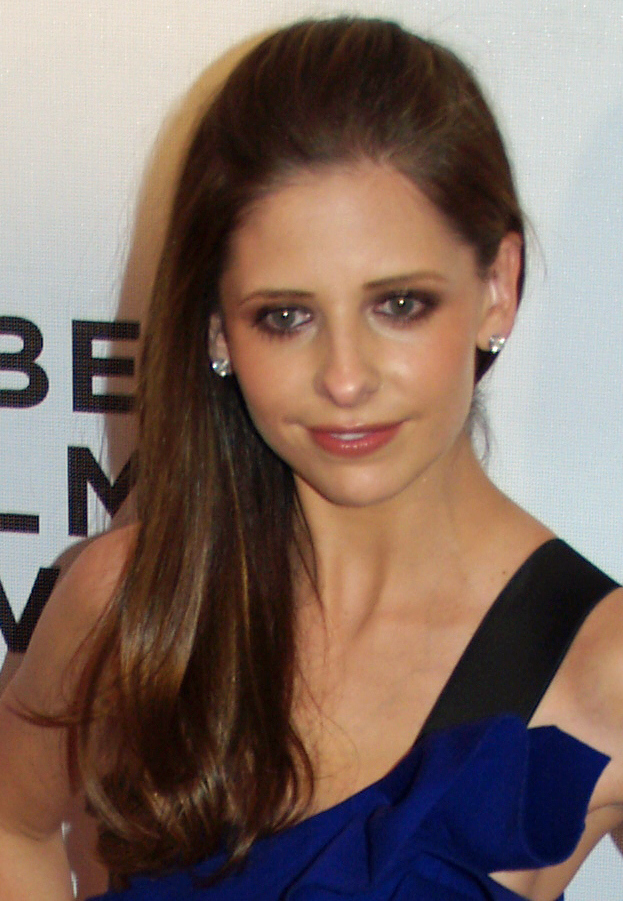
Sarah Michelle Gellar (* 1977)

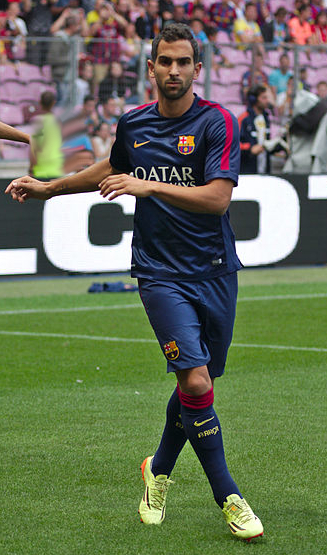
Martín Montoya (* 1991)

- 1204 – Jindřich I. Kastilský, kastilský král († 6. června 1217)
- 1527 – Abraham Ortelius, vlámský kartograf († 28. června 1598)
- 1578 – Filip III. Španělský, španělský král († 31. března 1621)
- 1629 – Christiaan Huygens, holandský matematik († 8. června 1695)
- 1718 – Emanuele Barbella, italský houslista a hudební skladatel († 1. ledna 1777)
- 1738 – William Cavendish-Bentinck, britský státník († 30. října 1809)
- 1741 – Momozono, japonský císař († 31. srpna 1761)
- 1745 – Denis Ivanovič Fonvizin, ruský dramatik († 12. prosince 1792)
- 1762 – Giuseppe Valadier, italský architekt, urbanista, archeolog a zlatotepec († 1. února 1839)
- 1765 – Augusta Vilemína Marie Hesensko-Darmstadtská, falcko-zweibrückenská vévodkyně († 30. března 1796)
- 1767 – Nicolas-Theodoré de Saussure, švýcarský fytochemik († 18. dubna 1845)
- 1769 – Barthélemy-Catherine Joubert, francouzský generál († 15. srpna 1799)
- 1795 – Pedro Albéniz, španělský klavírista a hudební skladatel († 12. dubna 1855)
- 1803 – Friedrich von Amerling, rakousko-maďarský malíř(† 14. ledna 1887)
- 1824 – Auguste Salzmann, francouzský archeolog, malíř a fotograf († 24. února 1872)
- 1844 – Marie Imakuláta Neapolsko-Sicilská, princezna bourbonská a arcivévodkyně rakouská († 18. února 1899)
- 1857 – Beatrix Sasko-Koburská, dcera britské královny Viktorie († 26. října 1944)
- 1862 – Pjotr Stolypin, ministerský předseda Ruska († 18. září 1911)
- 1867 – René Boylesve, francouzský spisovatel († 14. ledna 1926)
- 1868 – Peter Behrens, německý architekt († 27. února 1940)
- 1871 – Henri Fournier, francouzský automobilový závodník († 18. prosince 1919)
- 1877 – Rajko Nahtigal, slovinský filolog († 29. března 1958)
- 1882 – Moritz Schlick, německý fyzik a filosof († 22. června 1936)
- 1886
  - Edward Tolman, americký psycholog († 19. listopadu 1959)
  - Ernst Robert Curtius, německý literární historik a romanista († 19. dubna 1958)
  - Árpád Tóth, maďarský básník a překladatel († 7. listopadu 1928)
- 1888 – Sigfried Giedion, švýcarský historik architektury († 9. dubna 1968)
- 1889
  - Jefim Bogoljubov, ukrajinský šachový velmistr († 18. června 1952)
  - Arnold Joseph Toynbee, britský historik, teoretik a filosof dějin († 22. října 1975)
- 1891 – Bhímráo Rámdží Ámbédkar, indický právní vědec († 6. prosince 1956)
- 1892 – Vere Gordon Childe, australský archeolog, historik a lingvista († 19. října 1957)
- 1897 – Horace McCoy, americký spisovatel a scenárista († 15. prosince 1955)
- 1907 – François Duvalier, prezident Haiti († 21. dubna 1971)
- 1911 – Teodor Romža, rusínský řeckokatolický biskup († 1. listopadu 1947)
- 1912 – Robert Doisneau, francouzský fotograf († 1. dubna 1994)
- 1919 – Ján Režňák, nejúspěšnější slovenský pilot druhé světové války († 19. září 2007)
- 1921
  - Ricardo Alegría, portorický archeolog, antropolog a spisovatel († 7. června 2011)
  - Thomas Schelling, americký ekonom, Nobelova cena za ekonomii 2005 († 13. prosince 2016)
- 1924 – Shorty Rogers, americký trumpetista († 7. listopadu 1994)
- 1925
  - Gene Ammons, americký saxofonista († 6. srpna 1974)
  - Roger Brown, americký psycholog († 11. prosince 1997)
  - Rod Steiger, americký herec († 9. července 2002)
- 1926 – Leopoldo Calvo-Sotelo, premiér Španělska († 3. května 2008)
- 1927 – Alan MacDiarmid, novozélandský chemik, Nobelova cena za chemii 2000 († 7. února 2007)
- 1929
  - William Thornton, americký astronaut († 11. ledna 2021)
  - Octav Pancu-Iași, rumunský spisovatel († 16. dubna 1975)
  - Šadlí Bendžedíd, třetí prezident nezávislého Alžírska († 6. října 2012)
- 1931 – Friedrich-Wilhelm Möller, německý designér nábytku a bytový architekt († 23. června 1996)
- 1932 – Loretta Lynnová, americká herečka, skladatelka a zpěvačka († 4. října 2022)
- 1934 – Fredric Jameson, americký filozof, politolog a literární teoretik marxistické orientace († 22. září 2024)
- 1935 – Erich von Däniken, švýcarský spisovatel a záhadolog
- 1936 – Ivan Dias, indický kardinál
- 1941 – Julie Christie, britská herečka
- 1942
  - Valentin Lebeděv, sovětský kosmonaut
  - Valerij Brumel, sovětský výškař, olympijský vítěz († 26. ledna 2003)
- 1944 – Nguyễn Phú Trọng, generální tajemník Vietnamské komunistické strany
- 1945
  - Ritchie Blackmore, britský rockový kytarista, bývalý člen skupiny Deep Purple
  - Eva Wagnerová-Pasquierová, dcera Wolfganga Wagnera, ředitelka Hudebních slavností v Bayreuthu
- 1949 – Sonja Kristina, anglická zpěvačka
- 1950 – Péter Esterházy, maďarský spisovatel († 14. července 2016)
- 1952 – Kenny Aaronson, americký baskytarista
- 1953 – Eric Tsang, hongkongský herec, režisér, producent
- 1954 – Bruce Sterling, americký spisovatel science fiction
- 1955 – Imrich Bugár, československý diskař, olympijský medailista
- 1957 – Lothaire Bluteau, kanadský herec
- 1958 – Peter Capaldi, skotský herec a režisér
- 1961 – Robert Carlyle, skotský herec
- 1963 – Hugo Conte, argentinský volejbalista
- 1964 – Vinnie Moore, americký kytarista
- 1968 – Štefan Maixner, slovenský fotbalista
- 1972 – Dean Potter, americký skalní lezec († 16. května 2015)
- 1973 – Adrien Brody, americký herec
- 1976 – Françoise Mbangová Etoneová, kamerunská atletka
- 1977 – Sarah Michelle Gellarová, americká herečka
- 1991 – Martín Montoya, španělský fotbalista

## Úmrtí
Automatický abecedně řazený seznam viz Kategorie:Úmrtí 14. dubna

### Česko
- 1793 – Antonín Petr Příchovský z Příchovic, arcibiskup pražský (* 28. srpna 1707)
- 1894 – Václav Steffal, profesor anatomie (* 17. září 1841)
- 1900 – Edmund Kaizl, poslanec Českého zemského sněmu a Říšské rady (* 20. února 1836)
- 1933 – Adolf Srb, český novinář (* 24. září 1850)
- 1938 – József Törköly, československý politik maďarské národnosti (* 1. ledna 1878)
- 1941 – Wilhelm Maixner, československý politik německé národnosti (* 12. května 1877)
- 1947 – Augustin Přeučil, agent gestapa (* 3. července 1914)
- 1964 – Kurt Brass, československý politik německé národnosti (* 4. října 1880)
- 1972
  - Marie Burešová, herečka (* 1. listopadu 1907)
  - Ján Bečko, československý politik, člen exilových vlád (* 16. listopadu 1889)
- 1978 – Karel Stránský, právník a sokolský funkcionář (* 5. října 1898)
- 1984 – Alois Lukášek, malíř (* 12. října 1911)
- 1985 – Pavel Glos, farář, antifašista a spisovatel (* 5. prosince 1903)
- 1986 – Ladislav Vachulka, varhaník, cembalista (* 27. března 1910)
- 1997
  - Milan Neděla, český herec a moderátor (* 23. února 1934)
  - Vladimír Novotný, kameraman (* 17. října 1914)
- 2007 – Ladislav Adamec, československý premiér v letech 1988–1989 (* 10. září 1926)
- 2008 – Alena Munková, novinářka a publicistka a scenáristka (* 24. září 1926)
- 2016 – Věra Kubánková, herečka (* 22. července 1924)
- 2021 – Jan Císař, divadelní pedagog, dramaturg, kritik (* 28. ledna 1932)
- 2023 – Karel Durman, historik (* 13. července 1932)

### Svět

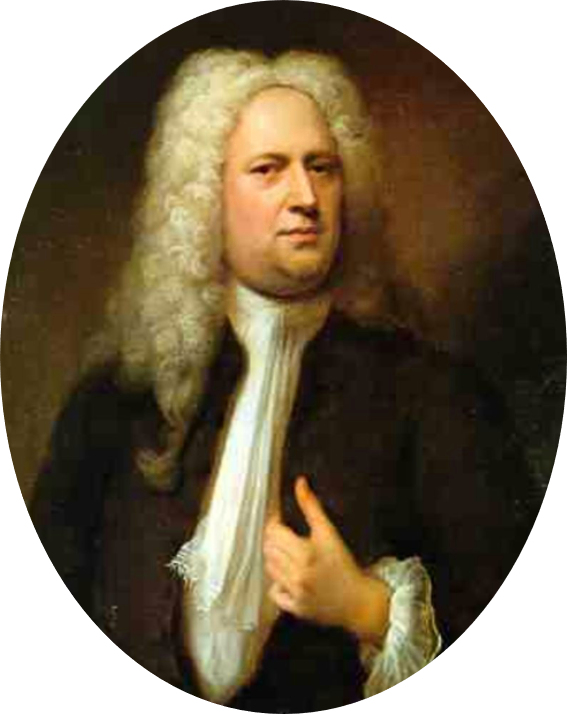
Georg Friedrich Händel († 1759)

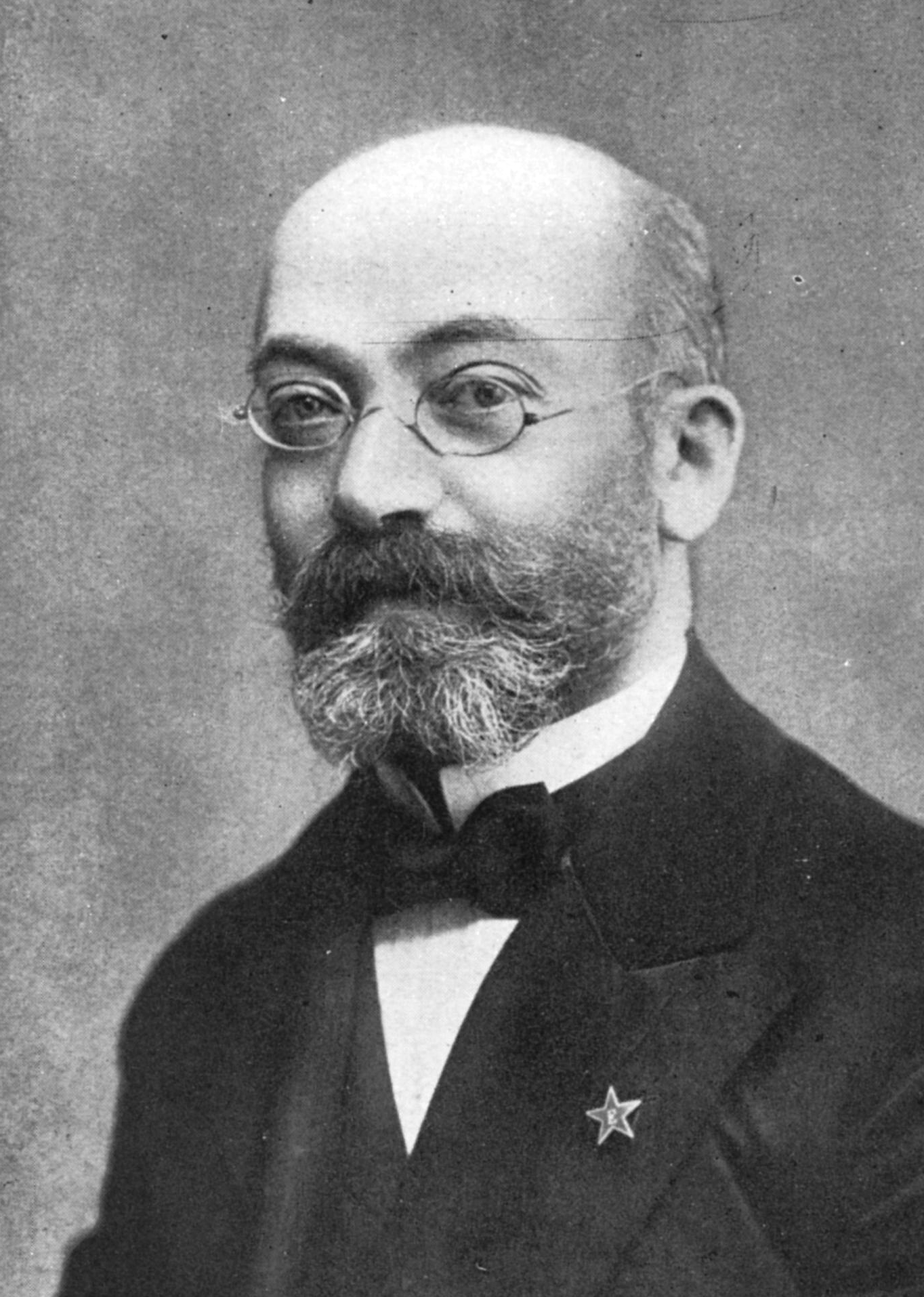
Ludvík Zamenhof († 1917)

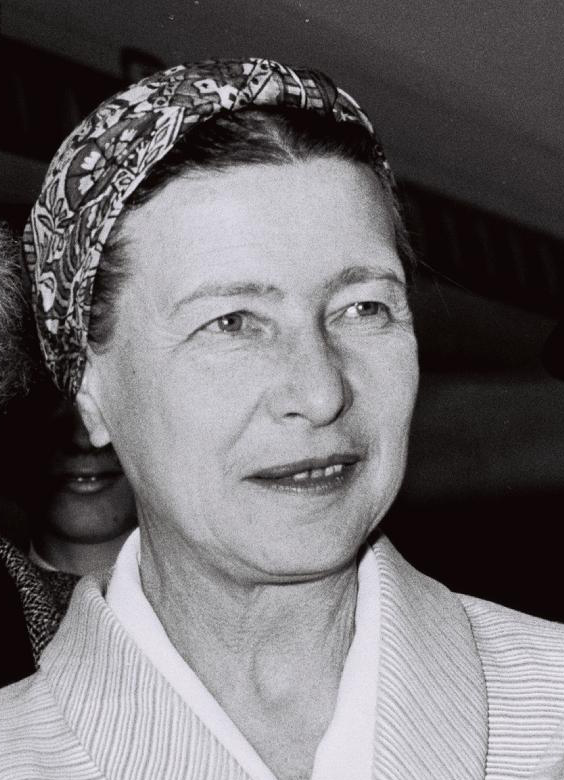
Simone de Beauvoir († 1986)

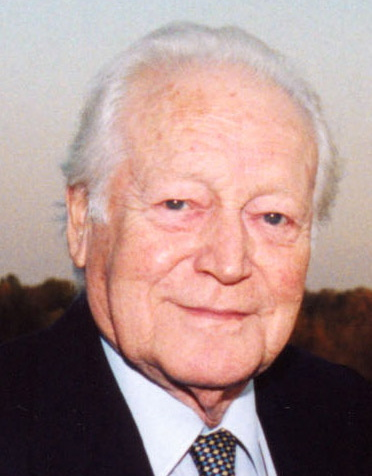
Maurice Druon († 2009)

- 1109 – Fulko IV. z Anjou, francouzský hrabě (* 1043)
- 1132 – Mstislav Vladimírovič, kyjevský kníže z rodu Rurikovců (* 1. června 1076)
- 1433 – Svatá Lidwina, nizozemská světice (* 18. března 1380)
- 1682 – Protopop Avvakum, ruský pop, zakladatel pravoslavné sekty starověrců (* 20. listopadu 1621)
- 1689 – Marie Anna Habsburská, dcera římskoněmeckého císaře Ferdinanda III. (* 20. prosince 1654)
- 1749 – Balthasar Denner, německý malíř (* 15. listopadu 1685)
- 1759 – Georg Friedrich Händel, německý hudební skladatel (* 23. února 1685)
- 1768 – François de Cuvilliés, bavorský designér a architekt belgického původu (* 23. října 1695)
- 1791 – Johann Salomo Semler, německý církevní historik (* 18. prosince 1725)
- 1803 – Cristoforo Antonio Migazzi, rakouský arcibiskup a kardinál (* 14. října 1714)
- 1842 – Alexandre Aguado, španělský bankéř (* 29. června 1784)
- 1843 – Josef Lanner, rakouský skladatel (* 12. dubna 1801)
- 1848 – Chačatur Abovjan, arménský spisovatel a národní buditel (* 15. října 1809)
- 1849 – Ján Hollý, slovenský kněz, básník a překladatel (* 24. března 1785)
- 1865 – Rafael Carrera y Turcios guatemalský prezident (* 24. října 1814)
- 1874 – Josiah Warren, americký anarchista (* 26. června 1798)
- 1888 – Nikolaj Nikolajevič Miklucho-Maklaj, ruský etnograf, antropolog a cestovatel (* 17. července 1846)
- 1895 – James Dwight Dana, americký geolog, mineralog, vulkanolog a zoolog (* 12. února 1813)
- 1897 – Émile Levassor, francouzský průkopník automobilismu (* 21. ledna 1843)
- 1906 – Felix Pino z Friedenthalu, předlitavský státní úředník a politik (* 14. října 1825)
- 1910 – Michail Alexandrovič Vrubel, ruský malíř (* 17. března 1856)
- 1917 – Ludvík Lazar Zamenhof, autor esperanta (* 15. prosince 1859)
- 1924 – Louis Sullivan, americký architekt (* 3. září 1856)
- 1925 – John Singer Sargent, americký malíř (* 12. ledna 1856)
- 1926 – Richard Osvald, slovenský kněz, novinář a politik (* 3. října 1845)
- 1930
  - Aref al-Dajani, palestinský starosta Jeruzaléma (* 1856)
  - Vladimír Vladimirovič Majakovskij, ruský básník a dramatik (* 19. července 1893)
- 1935 – Emmy Noetherová, německá matematička (* 23. března 1882)
- 1938 – Edmund Blum, rakouský lékař a spisovatel (* 9. září 1874)
- 1943 – Jakov Džugašvili, syn Stalinovy první manželky Jekatěriny Svanidze (* 18. března 1907)
- 1944 – Mary Adela Blaggová, anglická astronomka a selenografka (* 17. května 1858)
- 1950 – Ramana Maharši, tamilský mudrc (* 30. prosince 1879)
- 1953 – Frederick Laurence Green, anglický spisovatel (* 6. dubna 1902)
- 1964 – Rachel Carsonová, americká zooložka (* 27. května 1907)
- 1973 – Karl Kerényi, maďarský, německy píšící klasický filolog a religionista (* 19. ledna 1897)
- 1975
  - Clyde Tolson, ředitel FBI (* 22. května 1900)
  - Fredric March, americký herec (* 31. srpna 1897)
- 1978 – Frank Raymond Leavis, britský literární kritik (* 14. července 1895)
- 1980 – Gianni Rodari, italský novinář a spisovatel literatury pro děti a mládež (* 23. října 1920)
- 1983 – Ernst Schwarz, německý germanista (* 19. června 1895)
- 1986 – Simone de Beauvoirová, francouzská spisovatelka (* 9. ledna 1908)
- 1991 – Josef Tekoa, izraelský diplomat (* 4. března 1925)
- 1992
  - David Miller, americký filmový režisér (* 28. listopadu 1909)
  - Sammy Price, americký klavírista (* 6. října 1908)
- 1999 – Anthony Newley, anglický herec, zpěvák a textař (* 24. září 1931)
- 2007 – René Rémond, francouzský historik a politolog (* 30. září 1918)
- 2009 – Maurice Druon, francouzský spisovatel a politik (* 23. dubna 1918)
- 2010
  - Peter Steele, americký zpěvák a baskytarista, frontman skupiny Type O Negative (* 4. ledna 1962)
  - James R. Beniger, americký profesor komunikace a sociologie (* 16. prosince 1946)
- 2011 – William Lipscomb, americký chemik, Nobelova cena za chemii 1976 (* 9. prosince 1919)
- 2013 – Colin Davis, anglický dirigent (* 25. září 1927)
- 2014 – Armando Peraza, kubánský perkusionista (* 30. května 1924)
- 2015
  - Percy Sledge, americký R&B a soulový zpěvák (* 25. listopadu 1941)
  - Roberto Tucci, italský kardinál (* 19. dubna 1921)
- 2019
  - Bibi Anderssonová, švédská herečka (* 11. listopadu 1935)
  - Gene Wolfe, americký autor science fiction († 7. května 1931)
- 2020 – Markus Raetz, švýcarský malíř, sochař a fotograf (* 6. června 1941)
- 2023 – Abel Posse, argentinský spisovatel a diplomat († 7. ledna 1934)

## Svátky

### Česko
- Vincent, Vincenc, Vincencie
- Justin
- Pravdomil, Pravdomila, Pravomil, Pravomila

### Svět
- Světový den Chagasovy choroby
- Slovensko: Justína
- El Salvador, Haiti, Honduras, Venezuela: Día de las Américas
- Jižní Korea: Černý den

### Liturgický kalendář
- Svátek svatých Valeriana a Tiburcia (Ctibora)
- Sv. Lambert

## Pranostiky

### Česko
- Na svatého Tiburcia má se všechno zelenat.

| 14. duben v pražském KlementinuÚdaje jsou platné k 11. 3. 2025. | 14. duben v pražském KlementinuÚdaje jsou platné k 11. 3. 2025. | 14. duben v pražském KlementinuÚdaje jsou platné k 11. 3. 2025. |
| minimum                                                         | denní průměr                                                    | maximum                                                         |
| --------------------------------------------------------------- | --------------------------------------------------------------- | --------------------------------------------------------------- |
| −3,0 °C (1775)                                                  | 8,9 °C (od 1961)                                                | 24,6 °C (2024)                                                  |